# بروطيا حرشفية التغصن

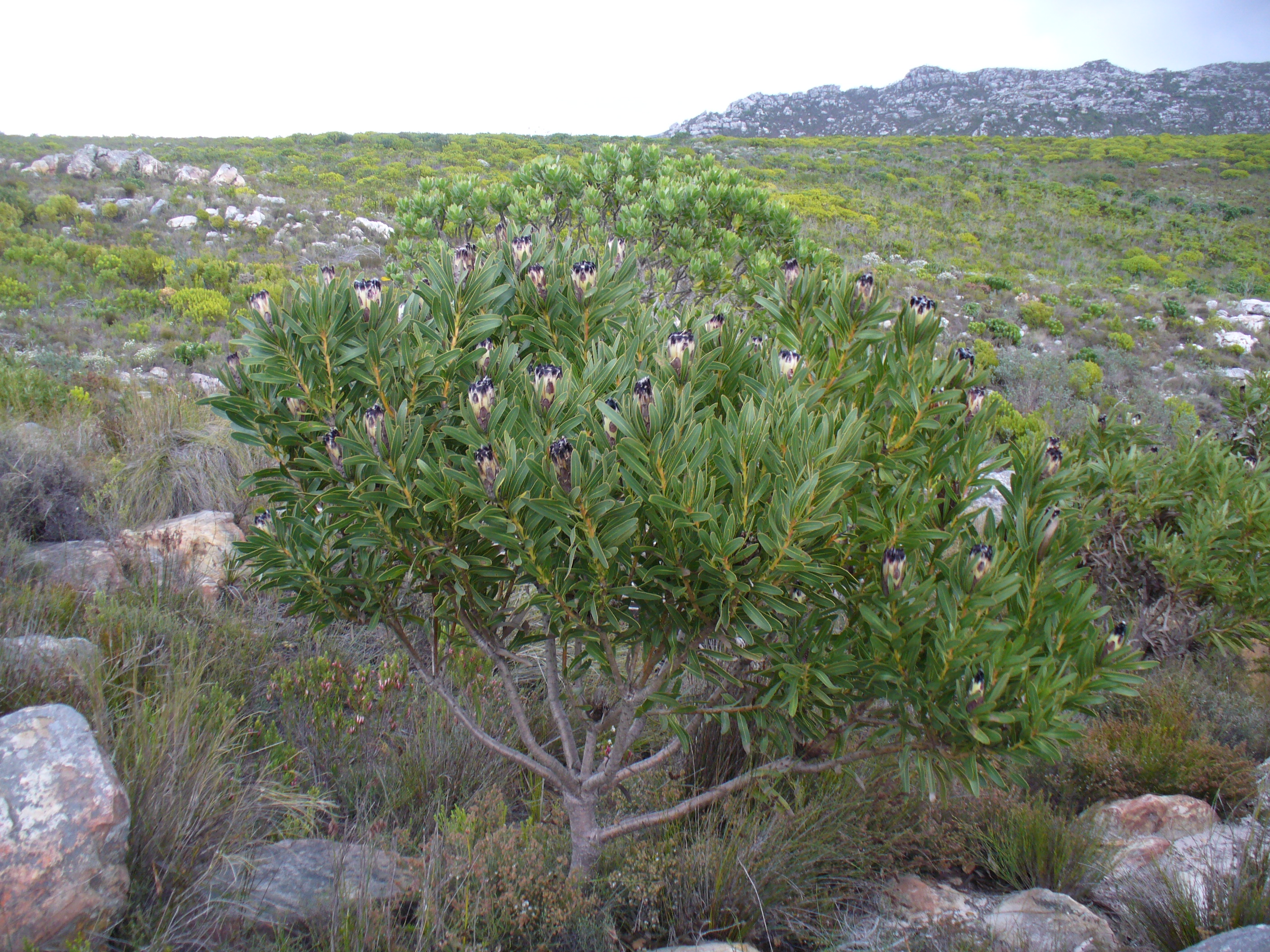

بروطيا حرشفية التغصن (الاسم العلمي: Protea lepidocarpodendron) هو نوع من النباتات يتبع جنس البروطيا من الفصيلة البروطية.